# Legislatura Alaski
Legislatura Alaski (Alaska Legislature) - parlament amerykańskiego stanu Alaska. Ma charakter bikameralny i składa się z Izby Reprezentantów oraz Senatu. Jest najmniejszym pod względem liczby członków wśród dwuizbowych parlamentów stanowych w USA (wśród wszystkich legislatur mniejsza jest tylko jednoizbowa Legislatura Nebraski).
Obie izby wybierane są w jednomandatowych okręgach wyborczych. Izba Reprezentantów liczy 40 członków, a jej kadencja trwa dwa lata. Senat tworzy 20 osób wybieranych na cztery lata, przy czym co dwa lata odnawiana jest połowa składu.
Siedzibą obu izb jest Kapitol Stanowy Alaski w Juneau.